# Atmore
Atmore és una població del Comtat d'Escambia a l'estat d'Alabama (Estats Units d'Amèrica).

## Demografia
Segons el cens del 2007 tenia 7.427 habitants. Segons el cens del 2000, Atmore tenia 7.676 habitants, 3.148 habitatges, i 2.071 famílies. La densitat de població era de 356,2 habitants/km².
Dels 3.148 habitatges en un 29,3% hi vivien nens de menys de 18 anys, en un 42,1% hi vivien parelles casades, en un 20% dones solteres, i en un 34,2% no eren unitats familiars. En el 30,8% dels habitatges hi vivien persones soles el 13,7% de les quals corresponia a persones de 65 anys o més que vivien soles. El nombre mitjà de persones vivint en cada habitatge era de 2,4 i el nombre mitjà de persones que vivien en cada família era de 3,01.
Per edats la població es repartia de la següent manera: un 26,4% tenia menys de 18 anys, un 9% entre 18 i 24, un 24,9% entre 25 i 44, un 22,6% de 45 a 60 i un 17% 65 anys o més.
L'edat mediana era de 37 anys. Per cada 100 dones hi havia 79,1 homes. Per cada 100 dones de 18 o més anys hi havia 74,7 homes.
La renda mediana per habitatge era de 22.867 $ i la renda mediana per família de 29.813 $. Els homes tenien una renda mediana de 28.114 $ mentre que les dones 19.594 $. La renda per capita de la població era de 13.734 $. Aproximadament el 20% de les famílies i el 23,9% de la població estaven per davall del llindar de pobresa.

## Poblacions properes
El següent diagrama mostra les poblacions més properes.